# Боровка (Білохолуницький район)
Боро́вка (рос. Боровка) — селище у складі Білохолуницького району Кіровської області, Росія. Входить до складу Троїцького сільського поселення.
Населення поселення становить 34 особи (2010, 132 у 2002).
Національний склад станом на 2002 рік — росіяни 86 %.